# Read My Mind (The Killers)
Read My Mind (letteralmente "leggi la mia mente") è una canzone dei The Killers, pubblicata nel 2007 dalla Island Records ed è il terzo singolo estratto dall'album Sam's Town.

## Accoglienza
In un'intervista alla radio di Chicago Q101, il leader del gruppo, Brandon Flowers, ha definito Read My Mind la miglior canzone che il gruppo abbia mai scritto. La rivista Rolling Stone l'ha classificata al dodicesimo posto tra le migliori 100 canzoni del 2006. In Italia la canzone non è andata oltre il trentaduesimo posto.
L'idea di comporre questa canzone nacque nel 2005 e fu realizzata con la collaborazione del duo britannico Pet Shop Boys che Brandon Flowers ritenne principale referente per le sue canzoni.
Infatti in quel periodo, il cantante dei The Killers partecipò nel documentario realizzato dal duo chiamato A Life In Pop facendo riferimento ad altri nomi importanti come Robbie Williams.
Nel 2007 i Pet Shop Boys stessi si offrirono di remixare il brano, realizzando un remix chiamato Stars Are Blazing mix (contenuto poi in Disco 4, raccolta pubblicata dai Pet Shop Boys). Il remix dei Pet Shop Boys fece trionfare Read My Mind alla prima posizione nella classifica dance americana.

## Video musicale
Il video della canzone, diretto da Diane Martel, è stato girato a Tokyo nel gennaio 2007, poco prima che il gruppo si imbarcasse per l'ultima tappa del tour in Australia e Nuova Zelanda.
Il video non è strettamente legato alla canzone, e vede i The Killers a Tokyo, che sembrano spassarsela come dei ragazzini, mentre vanno in bicicletta per le strade della città oppure mentre giocano con delle foglie assieme a degli studenti del luogo. Inoltre interagiscono con un omino verde personaggio della TV giapponese, meglio conosciuto con il nome di Gachapin.
A ciò si aggiungono i vari assoli di Flowers nel bel mezzo del traffico cittadino.
Il video termina con i 4 membri del gruppo in un hotel capsula.